# Amandus Barth
Heinrich Amandus Barth (* 9. August 1857 in Niederböhmersdorf; † 2. März 1941 ebenda) war ein deutscher Politiker.

## Leben
Barth war der Sohn des Landwirts Johann Heinrich Barth in Niederböhmersdorf und dessen Ehefrau Marie Wilhelmine geborene Broßmann. Er war evangelisch-lutherischer Konfession und heiratete am 11. Februar 1894 in Triebes Johanne Alwine Freund (* 9. Februar 1854 in Krölpa; † 25. November 1930 in Triebes), die Tochter des Handarbeiters Christian Gottfried Freund aus Langenwolschendorf.
Barth war Bürgermeister in Niederböhmersdorf. Dort war er auch Vorsitzender des Militärvereins. Vom 31. Oktober 1904 bis zum 28. September 1907 war er Abgeordneter im Landtag Reuß jüngerer Linie. 1909 wurde er mit dem fürstlichen Ehrenkreuz ausgezeichnet.